# 25 de Mayo (Misiones)

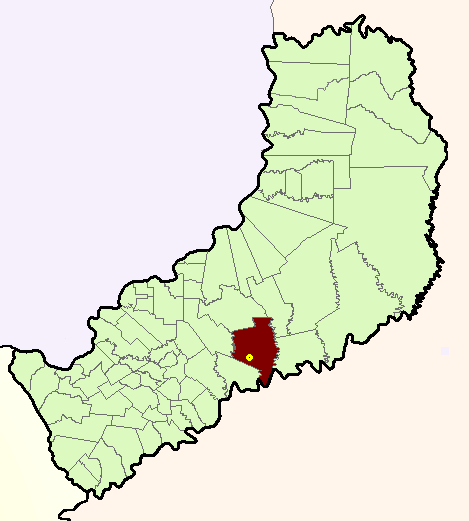
Área del municipio de 25 de Mayo en la Provincia de Misiones.

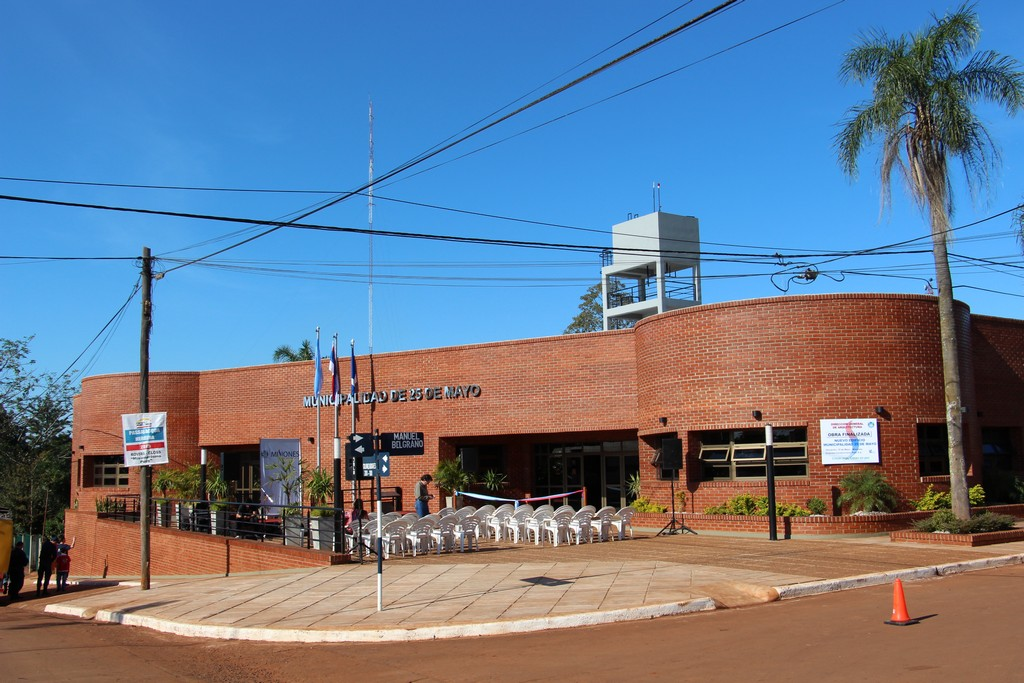
Edificio municipal.

25 de Mayo es una localidad argentina de la provincia de Misiones.
El municipio está situado en el departamento Veinticinco de Mayo, limita con los municipios de Alba Posse (al noreste) y Colonia Aurora (al sudoeste) del mismo departamento, al norte y este con los municipios de Dos de Mayo, Aristóbulo del Valle y Campo Grande del departamento Cainguás, y al sur con la República Federativa del Brasil de la cual está separada por el Río Uruguay.  
Además de la cabecera municipal otros parajes poblados son Camión Cue y Torta Quemada.

## Parroquias de la Iglesia católica en 25 de Mayo
| Diócesis  | Oberá                         |
| --------- | ----------------------------- |
| Parroquia | Santa Teresita del Niño Jesús |